# Герцог Муши
Герцог де Муши (фр. Duc de Mouchy) — испанский и французский аристократический титул. Создан в 1747 году для французского маршала Филиппа де Ноая (1715—1794). Филипп де Ноай был членом младшей линии рода Ноай и младшим братом Луи де Ноая, 4-го герцога де Ноая (1713—1793). В 1747 году Филипп де Ноай получил титул Испанского королевства — герцог де Муши.
Его сын, Филипп Луи Марк Антуан де Ноай (фр., 1752—1819), получил в 1817 году титул 1-го герцога де Муши, став пэром Франции.

## Список герцогов де Муши
- 1747—1794: Филипп де Ноай (27 декабря 1715 — 27 июня 1794), младший (второй) сын маршала Адриана де Ноая, 3-го герцога де Ноая (1678—1766), 1-й герцог де Муши в Испании, принц де Пуа (1729—1747), герцог де Пуа (1767—1794), маршал Франции
- 1794—1819: Филипп Луи Марк Антуан де Ноай (21 ноября 1752 — 15 февраля 1819), четвертый сын предыдущего, 2-й герцог де Муши в Испании (1794), 1-й герцог де Муши во Франции (1817) и принц-герцог де Пуа
- 1819—1834: Шарль Артур Тристан Лангедок де Ноай (15 февраля 1771 — 2 февраля 1834), старший сын предыдущего, 3-й герцог де Муши в Испании, 2-й герцог де Муши во Франции и принц-герцог де Пуа.
- 1834—1846: Жюст де Ноай (22 августа 1777 — 1 августа 1846), младший брат предыдущего, 4-й герцог де Муши в Испании, 3-й герцог де Муши во Франции, принц-герцог де Пуа, депутат Мерта
- 1846—1854: Шарль Филипп Анри де Ноай (9 сентября 1808 — 25 ноября 1854), старший сын предыдущего, 5-й герцог де Муши в Испании, 4-й герцог де Муши во Франции, принц-герцог де Пуа
- 1854—1909: Антуан Юст Леон Мари де Ноай (19 апреля 1841 — 2 февраля 1909), старший сын предыдущего, 6-й герцог де Муши в Испании, 5-й герцог де Муши во Франции, принц-герцог де Пуа
- 1909—1947: Анри Антуан Мари де Ноай (9 апреля 1890 — 1 ноября 1947), старший сын Франсуа Жозефа Эжена Наполеона де Ноая, 10-го принца де Пуа (1866—1900), внук предыдущего. 7-й герцог де Муши в Испании, 6-й герцог де Муши во Франции, принц-герцог де Пуа
- 1947—2011: Филипп Франсуа Арман Мари де Ноай (17 апреля 1922 — 28 февраля 2011), единственный сын предыдущего, 8-й герцог де Муши в Испании, 7-й герцог де Муши во Франции, принц-герцог де Пуа
- 2011 — настоящее время: Антуан Жорж Мари де Ноай (род. 7 сентября 1950), старший сын предыдущего, 9-й герцог де Муши в Испании, 8-й герцог де Муши во Франции, принц-герцог де Пуа.
  - наследник титула: Шарль Антуан Мари де Ноай, 14-й принц де Пуа (род. 15 февраля 1984), старший сын предыдущего.